# James Lindesay-Bethune
James Randolph Lindesay-Bethune (ur. 19 listopada 1955) – brytyjski arystokrata, polityk i przedsiębiorca, najstarszy syn Davida Lindsay-Bethune'a, 15. hrabiego Lindsay, i Mary-Clare Douglas-Scott-Montagu, córki 2. baron Montagu of Beaulieu.
Wykształcenie odebrał w Eton College, na Uniwersytecie Edynburskim i na Uniwersytecie Kalifornijskim w Davis. Po śmierci ojca w 1989 r. odziedziczył tytuł hrabiego Lindsay i zasiadł w Izbie Lordów. Związany był z Partią Konserwatywną. W latach 1994–1995 był wiceprzewodniczącym międzypartyjnej komisji środowiska. W latach 1995–1997 był parlamentarnym podsekretarzem stanu ds. Szkocji, odpowiedzialnym za rolnictwo, rybołówstwo i środowisko. Członek Izby Lordów także po jej reformie, jako jeden z 90 wybranych parów dziedzicznych.
2 marca 1982 r. poślubił Dianę Mary Chamberlayne-Macdonald (ur. 12 września 1961), córkę majora Nigela Chamberlayne-Macdonalda i Penelope Chamberlayne, córki Tankerville’a Chamberlayne’a. James i Diana mają razem dwóch synów i trzy córki:
- Frances Mary Lindsay-Bethune (ur. 1986)
- Alexandra Penelope Lindsay-Bethune (ur. 1988)
- William James Lindsay-Bethune (ur. 1990), wicehrabia Garnock
- David Nigel Lindsay-Bethune (ur. 1993)
- Charlotte Diana Lindsay-Bethune (ur. 1993)